# NGC 2336A
NGC 2336A (другие обозначения — UGC 4066, MCG 13-6-12, ZWG 349.11, PGC 22238) — спиральная галактика (Sc) в созвездии Жираф.
Этот объект не входит в число перечисленных в оригинальной редакции «Нового общего каталога» и был добавлен позднее.